# Stephan Rabitsch
Stephan Rabitsch, né le 28 juin 1991 à Klagenfurt, est un coureur cycliste autrichien.

## Biographie
Lors de la saison 2018, il se distingue sur les courses par étapes en remportant le Rhône-Alpes Isère Tour, À travers les Hauts-de-France et le Tour de Haute-Autriche.

## Palmarès
- 2008
  -  Champion d'Autriche du contre-la-montre juniors
- 2009
  -  Champion d'Autriche du contre-la-montre juniors
  - 2e du championnat d'Autriche de la montagne juniors
- 2011
  - 1re étape du Sibiu Cycling Tour (contre-la-montre par équipes)
- 2012
  - 1re étape du Tour de Szeklerland (contre-la-montre par équipes)
  - 2e du championnat d'Autriche sur route espoirs
- 2013
  - GP Sportland Niederösterreich
- 2015
  -  Champion d'Autriche de la montagne
  - GP Sportland Niederösterreich
  - 2e du Tour du Frioul-Vénétie julienne
- 2016
  - Eröffnungsrennen Leonding
  - 4e étape du Tour de Slovaquie
  - Classement général du Tour de Haute-Autriche
- 2017
  - Tour de Haute-Autriche :
    - Classement général
    - 1re étape

  - 3e du Grand Prix Laguna
- 2018
  - Rhône-Alpes Isère Tour : 
    - Classement général
    - 3e étape

  - À travers les Hauts de France – Trophée Paris Arras Tour : 
    - Classement général
    - 2e étape

  - Tour de Haute-Autriche :
    - Classement général
    - 1re et 3e étapes

  - 2e de l'Eröffnungsrennen Leonding
  - 2e de la Flèche du Sud
  - 2e du championnat d'Autriche de la montagne
  - 2e de la Rad-Bundesliga
- 2019
  - Rad-Bundesliga
  - Trofeo Cinelli
  - Lagerhaus Grand Prix Korneuburg
  - 2e du Grand Prix Vorarlberg
  - 2e du Tour de Haute-Autriche
  - 2e du championnat d'Autriche de la montagne
  - 3e de l'Eröffnungsrennen Leonding

## Classements mondiaux
| Année           | 2010   | 2011   | 2012 | 2013 | 2014 | 2015 | 2016 |
| --------------- | ------ | ------ | ---- | ---- | ---- | ---- | ---- |
| UCI Europe Tour | 1 138e | 1 265e | 696e | 767e | 723e | 457e | 392e |